# Амбуаз (замок)
За́мок Амбуа́з (фр. Château d'Amboise) — середньовічний замок, історична пам'ятка архітектури Франції. Один із замків Луари, що належить до Світової спадщини ЮНЕСКО. Розташований на пагорбі коло річки Луара, в місті Амбуаз, департамент Ендр і Луара.
З XV століття був королівською резиденцією французьких королів. 1498 року тут помер король Карл VIII, вдарившись головою об перемичку дверей. З другої половини XVI століття замок починає занепадати, внутрішні споруди та деталі інтер'єру були майже повністю зруйновані, але пізніше були відреставровані, так само як і стіни та башти замку.
У 1840 році Міністерство культури Франції визнало замок Амбуаз історичною пам'яткою.

## Історія
Замок Амбуаз розташований на вершині пагорба, коло броду через річку Луара. Через таку стратегічну важливість цього місця, поселення — галльский опідум — існувало тут ще за часів Римської імперії. Перша згадка про поселення сягає початку VI століття, коли на острові Святого Іоанна посеред Луари, трохи нижче того місця, де височіє сучасний замок, пройшла зустріч короля франків Хлодвіга та короля вестготів Аларіха.

### Раннє Середньовіччя
Наприкінці IX століття Адель, представниця феодального роду, що володів Амбуазом, вийшла заміж за Інгельгера, віконта Орлеана, Тура і Анже. Інгельгер був одним з найвпливовіших і найбагатших людей свого часу, мав гарні політичні зв'язки та репутацію доброго вояки; він же започаткував середньовічну феодальну династію Інгельгерінгів. Замок Амбуаз перейшов у спадок синові Аделі, Фульку I Рудому, який розширив свої володіння, приєднавши до родових земель, окрім Амбуаза, Лош і Вільантруа, а також став перший графом Анжуйським. Замок Амбуаз передавався Інгельгерінгами із покоління в покоління, у 987 році його власником став Фульк III Нерра. Через своє прикордонне положення замок став об'єктом зазіхань Одо I, графа Блуа, який прагнув розширити свої володіння за рахунок земель Анжуйського графства. Для захисту своїх володінь Фульк укріпив Амбуаз та низку сусідніх замків.
Пізніше містом та замком Амбуаз володіла впливова родина Амбуаз-Шомонів. 1422 року замок успадкував Людовік д'Амбуаз, віконт де Туар. На початку 1430-х років він був звинувачений у змові проти дофіна та у 1431 році засуджений до страти. Хоча король Карл VII і зрештою помилував Людовіка, проте конфіскував у казну замок Амбуаз та інші володіння. Замок Амбуаз на довгі роки став улюбленою резиденцією королів, від Людовика XI до Франциска I, і місту Амбуаз були надані певні привілеї.

### Королівська резиденція
30 червня 1470 року в замку народився майбутній король Карл VIII, єдиний син та спадкоємець Людовіка XI, коронований у віці 13 років. Його мати, Шарлотта Савойська, обрала Амбуаз як свою резиденцію, а резиденцією короля був Плессі-ле-Тур. Саме в Амбуазі Шарлотта і померла 1 грудня 1483 року. У місті Амбуаз, на площі Карруар, молодий дофін зустрів свою наречену, Маргариту Австрійську, доньку імператора Священної Римської імперії Максиміліана I, онуку останнього герцога Бургундії Карла Сміливого. За угодою 1482 року, Карл мав одружитися з Маргаритою після досягнення нею повноліття (на той час їй було лише 2 роки), а як посаг він отримував частину Артуа і Бургундії. Однак зрештою Карл 6 грудня 1491 року одружився з іншою, Анною Бретонською. Наступного, 1492 року, Карл VIII починає грандіозну реконструкцію свого улюбленого замку Амбуаз.
Для фінансування будівництва король підвищує податки на сіль. Спершу новий замок планувався у популярному в ті часи стилі полум'янистої готики. За проєктом площа, де стояв старий замок, мала бути значно розширена, а сам замок мав набути вигляду нерівної трапеції, розділеної на три подвір'я. Були зведені дві цікаві з архітектурної точки зору гвинтові башти — Мінімська (на північні стіні) і Гюнто (на південній). В історичних документах залишилися імена французьких будівничих, що зводили замок — Колен Біар (фр. Colin Biart), Гійом Сено (фр. Guillaume Senault) та Луї Арманжер (фр. Louis Armangeart).

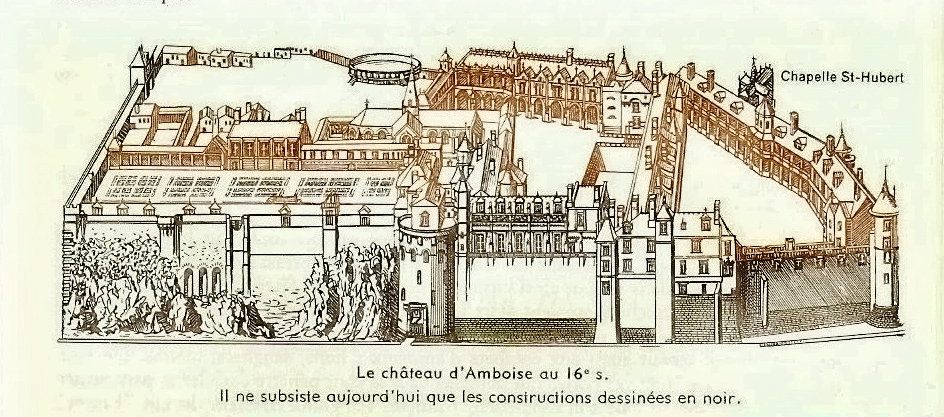
Замок у XVI столітті

У 1494 році почалася перша з так званих італійських воєн. Ці війни дали неочікуваний результат: у Франції почали поширюватися культура Відродження, італійське мистецтво і архітектура. «Першою ластівкою» став Амбуазький замок: у 1495 році король Карл запросив для завершення оздоблюваних робіт італійський майстрів Доменіко да Кортона та фра Джокондо, які внесли в готичну архітектуру та замку ренесансні мотиви. В інтер'єрі замку також спочатку переважав французький напрям, пізніше тут з'явилися витвори мистецтва фламандських художників, а після 1495 року чітко простежується італійський стиль. Також Карл запросив італійського садівника Паселло да Меркольяно, який створив в Амбуазі та Блуа перші за межами Італії регулярні сади.
Масштабні роботи з реконструкції Амбуазького замку перервав нещасний випадок: 7 квітня 1498 року король Карл, піднімаючись на верхню галерею, щоб подивитися на модну в ті часи гру в м'яч, випадково вдаряється чолом об одвірок низької двері та від цієї травми вмирає за кілька годин.
Наступником Карла VIII став Людовік XII, який також любив долину Луари, проте віддавав перевагу замку в Блуа. В Амбуазі на десять років оселилася Луїза Савойська із дітьми — принцесою Маргаритою Наваррською та майбутнім королем Франциском I. 1500 року продовжилася відбудова замку, перервана смертю Карла VIII. 1515 року, коли до влади приходить Франциск, і кілька років по тому, замок Амбуаз досягає вершини своєї слави. Кожного разу, коли король відвідував Луару, він зупинявся саме в Амбуазі, сюди він повернувся після блискучої перемоги у битві при Мариньяно, тут його дружина Клавдія народила йому трьох дітей. В Амбуазі король Франциск уклав такі важливі для Франції угоди, як Нуайонська мирна угода з королем Іспанії, угода Камбре з імператором Карлом V та Лондонська угода з Генріхом VIII.

### Леонардо да Вінчі
У грудні 1515 року до Амбуаза, за особистим запрошенням короля, приїжджає італійський художник та винахідник Леонардо да Вінчі. Король дарує йому невеликий затишний замок Кло-Люсе, з'єднаний з Амбуазом підземним ходом, та щомісяця виплачує да Вінчі значну суму грошей. Також Франциск купує три картини великого італійця, у тому числі і найвідомішу — «Мону Лізу», яку да Вінчі завершив саме в Амбуазі. На знак вдячності Леонардо пропонує Францискові посилити свою армію винаходами да Вінчі — прототипами сучасних танків, підводних човнів і кулеметів, але Франциск не вірив, що вся ця техніка буде працювати. Вже у XXI столітті за кресленнями да Вінчі були виготовлені діючі моделі, які експонуються в замку Кло-Люсе.
2 травня 1519 року, після хвороби, Леонардо помирає, за легендою, на руках короля Франциска I. Тіло було поховане в Амбуазькому замку, у каплиці святого Губерта. У сучасній каплиці є надгробна плита з ім'ям да Вінчі, проте насправді його поховали в іншій частині каплиці, наразі повністю зруйнованій.

### Амбуазький заколот

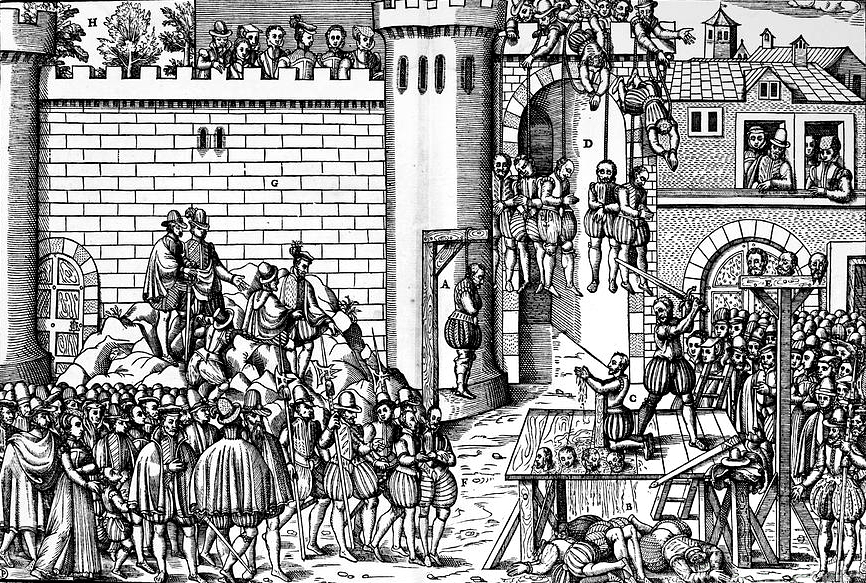
Страта заколотників в Амбуазі

Наступником Франциска I став його син Генріх II. Його дружині, Катерині Медічі, подобався замок Амбуаз, тут мешкали її діти, а також невістка Марія Стюарт, яка призначалася у дружини Франциску II, старшому сину і спадкоємцю Генріха.
У липні 1559 року на лицарському турнірі несподівано гине король Генріх II, а у вересні того ж року на престол Франції сходить 15-річний Франциск II, регентом при ньому стає мати, Катерина Медічі. За вплив на молодого короля починається запекла боротьба між двома кланами — протестантів (гугенотів) та католиків. Реформація у Франції почалася за часів Франциска I, який, не погоджуючись з ідеями Лютера, на перше місце ставив все ж таки політику і не був послідовним у придушенні протестантів. Однак його син Генріх був затятим католиком і усіляко притісняв гугенотів. Після його смерті гугеноти сподівалися, що новий король не буде настільки радикальним, проте регентом при Франциску II стала католичка Катерина Медічі, а при дворі посилився клан Ґізів, радикальних католиків. У березні 1560 року вожді гугенотів та протестантська родина Бурбонів змовилися полонити молодого короля та братів Ґізів. Заколот зазнав поразки, король втік з Блуа до Амбуаза, а напад гугенотів на Амбуаз був відбитий. Частина заколотників загинули при атаці на замок, а інших стратили. Саме Амбуазький заколот став першою сутичкою в релігійних війнах XVI століття.
Після цих подій, а особливо після приходу до влади Бурбонів, замок Амбуаз, резиденція Валуа, починає потроху втрачати своє значення.

### XVII–XVIII століття
На початку XVII століття в замку кілька разів зупинявся Людовик XIII, який у 1627 році подарував замок своєму братові, Гастону Орлеанському. Втім, в ті часи Амбуазький замок вже був закинутий та потроху руйнувався. Після смерті Гастона замок повернувся до королівської казни, а під час Фронди слугував в'язницею, Людовик XIV тримав тут в ув'язненні колишнього міністра Ніколя Фуке та герцога де Лозена. Людовик XV подарував Амбуазький замок міністру де Шуазелю, спадкоємці якого у 1786 році продали замок герцогу де Пент'євру. Останній почав роботи з реконструкції старих та будівництву нових приміщень своєї резиденції. Втім, вже через кілька років почалася Велика французька революція, під час якої замок був конфіскований та розграбований, пізніше тут розташувалися казарма та фабрика ґудзиків.

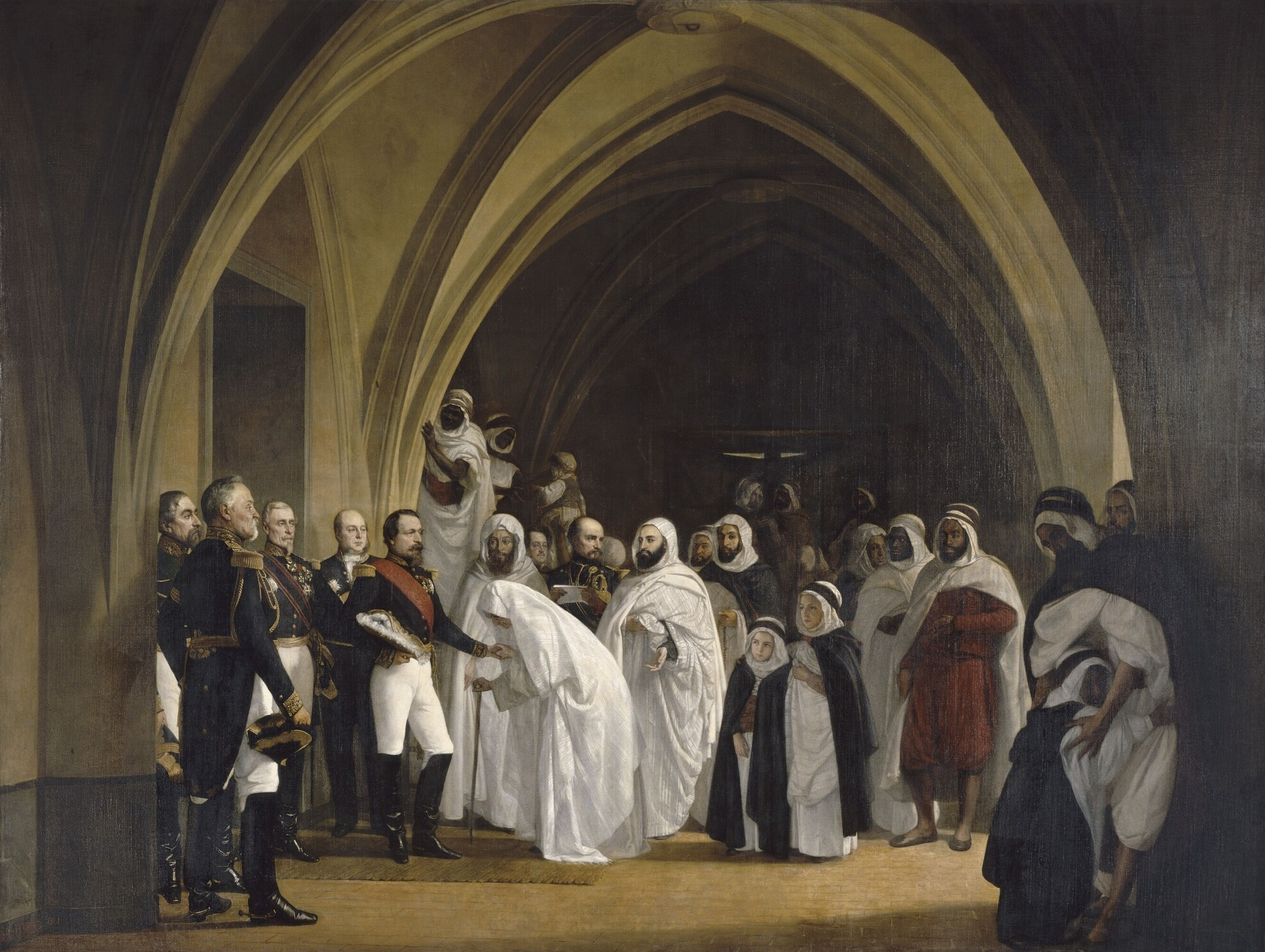
Абд аль-Кадір та Луї-Філіп I в Амбуазькому замку

### XIX–XX століття
На початку XIX століття, за часів Першої Французької імперії, сенат Орлеана подарував Амбуазький замок членові парламенту Роже-Дюко, який, не маючи коштів на утримання замку, просто зруйнував більшу його частину. 1815 року герцогиня Орлеанська відновила замок, який після смерті герцогині у 1821 році успадкував її син, майбутній король Луї-Філіп I.
У 1848–1852 році в замку утримувався в полоні арабський емір Абд аль-Кадір.
З метою зупинити руйнування замку, його в 1872 році передали у розпорядження Орлеанського дому. З 1974 році замком Амбуаз опікується фонд Людовика Святого на чолі з графом Паризьким.
Влітку в замку Амбуаз проходять концерти та театралізовані вистави.

## Архітектура

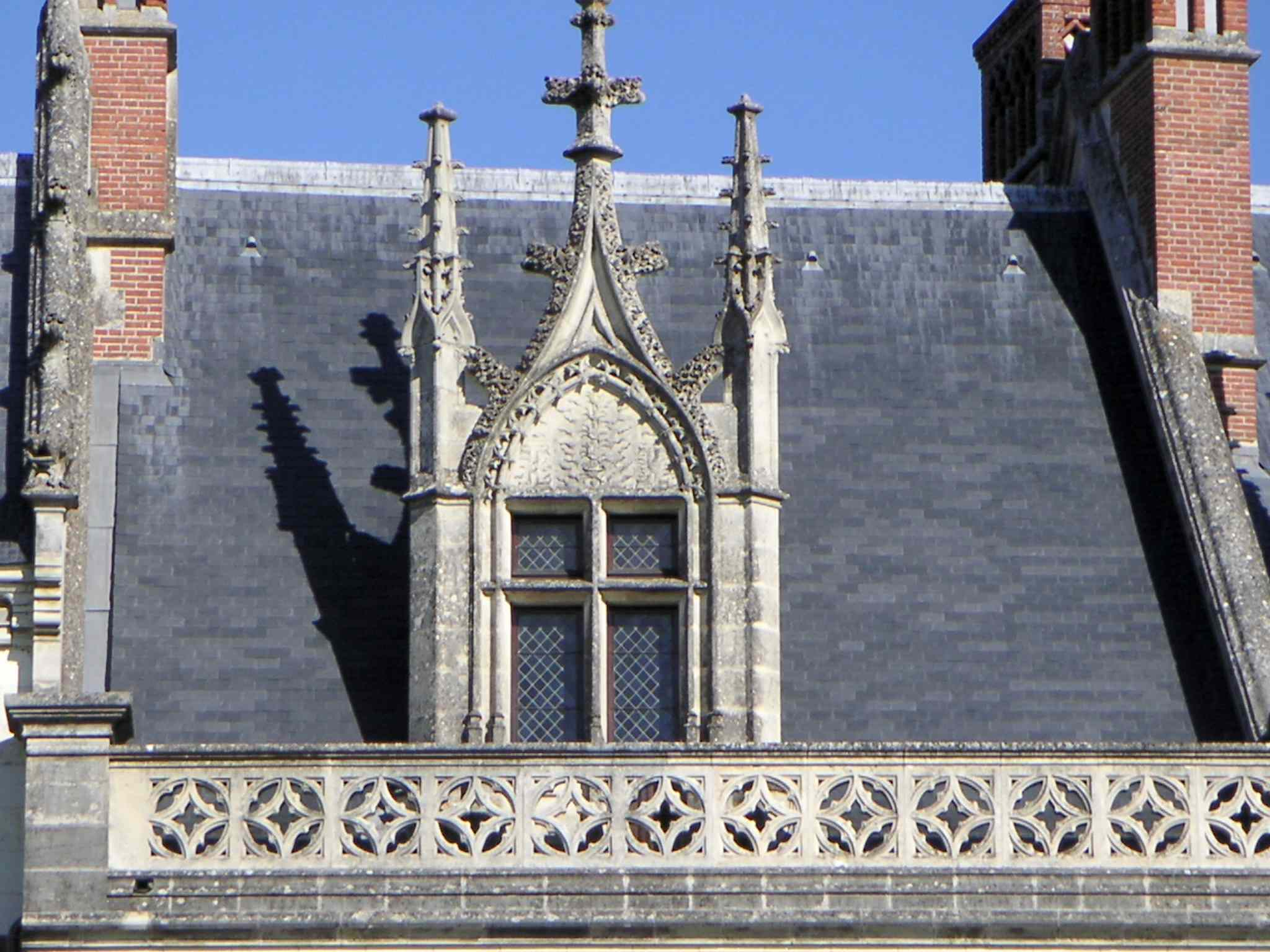
Люкарна в готичному стилі

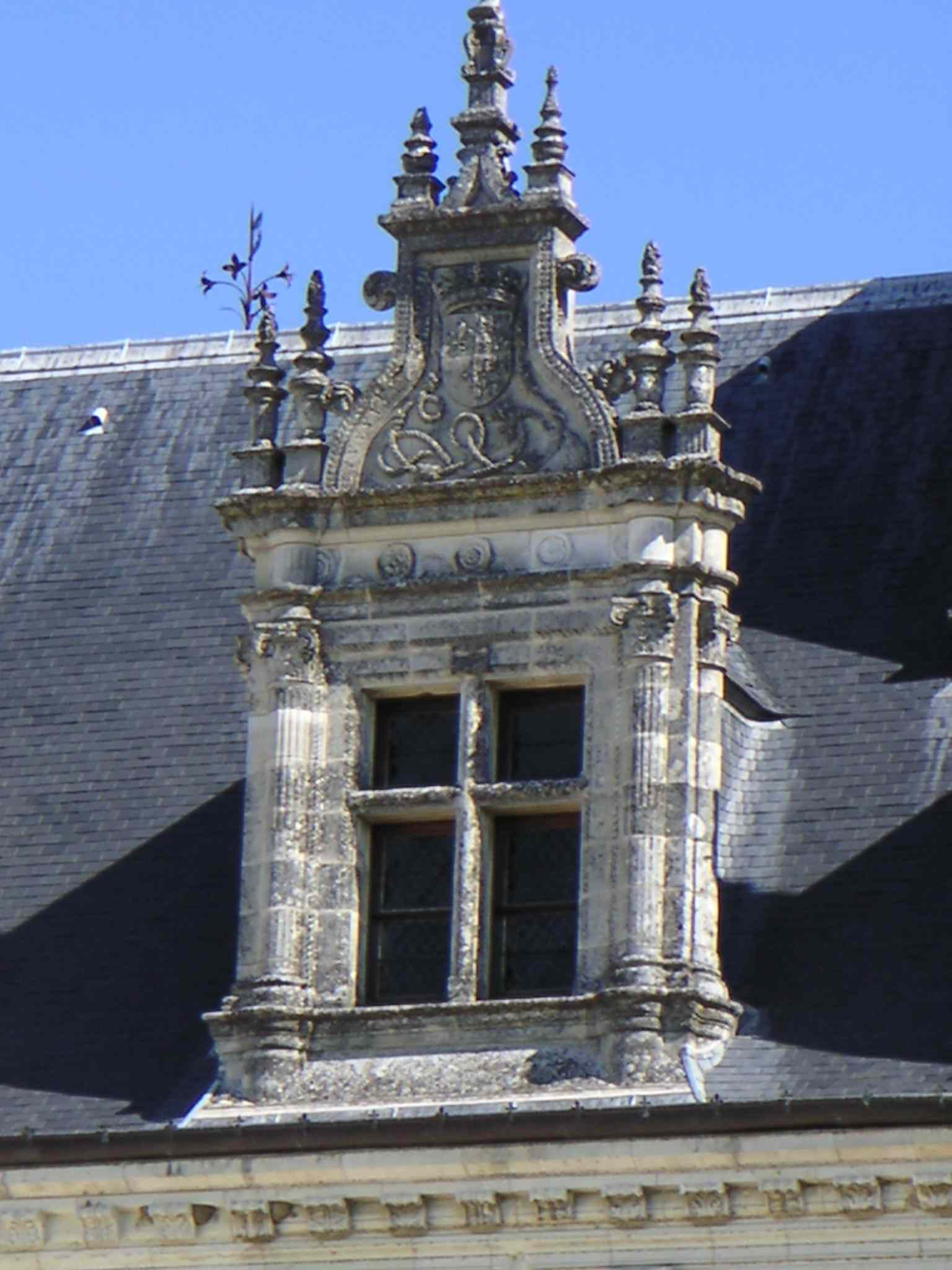
Люкарна в стилі ренесанс

Замок Амбуаз є першим замком долини Луари, зведеним у стилі ренесанс, в його архітектурі гармонійно поєднані полум'яниста готика та італійське Відродження.
Замок неодноразово руйнувався та відбудовувався, тому станом на початок XXI століття з історичного замкового комплексу збереглися Королівський будинок, каплиця святого Губера, стіни, дві гвинтові вежі — Мінімська і Гюрто, та менша вежа Гарсонне. Головний вхід до замку був через вежу Мінім, діаметр якої становив близько 20 метрів. Всередині башти був влаштований пандус, по якому могли піднятися до замку як вершники, так і візки. Пандус звивався навколо пустого циліндра, який використовувався для зберігання запасів їжі. Діаметр вежі Гюрто, розташованої на півдні, становить 24 м.
Королівський будинок складається з двох крил — крила Карла VIII, оформленого в готичному стилі, та новішого крила Людовіка XII, де також мешкав король Луї-Філіп. Фасад будинку виходить на сторону Луари і прикрашений ліпниною та кам'яним різьбленням. В інтер'єрі збереглися старовинні меблі, каміни, гобелени, картини, вітражі. У різних приміщеннях поєднуються різні часи і стилі. Так, готична частина замку найкраще представлена караульним приміщенням, відкритою галереєю, залою почесної варти, залою Барабанщиків та залою Засідань. Спальня Генріха II та зала Чашника оформлені у стилі Відродження, а кімнати Луї-Філіпа (кабінет, спальня та музичний салон) репрезентують XIX століття.
На півдні замку розташована каплиця святого Губерта. До неї веде лінія колишньої галереї Хюглебак, де стався нещасний випадок з королем Карлом VIII. Каплиця зведена в готичному стилі наприкінці XV століття, на місці старої каплиці Людовика XI.
У східній частині замку розбиті середземноморський та східний сади, тут росте старий ліванський кедр. Також на сході розташований ще один в'їзд до замку — Левова брама. У північно-східному куті замку розташований ще один регулярний сад — Неаполітанська тераса.

## Галерея

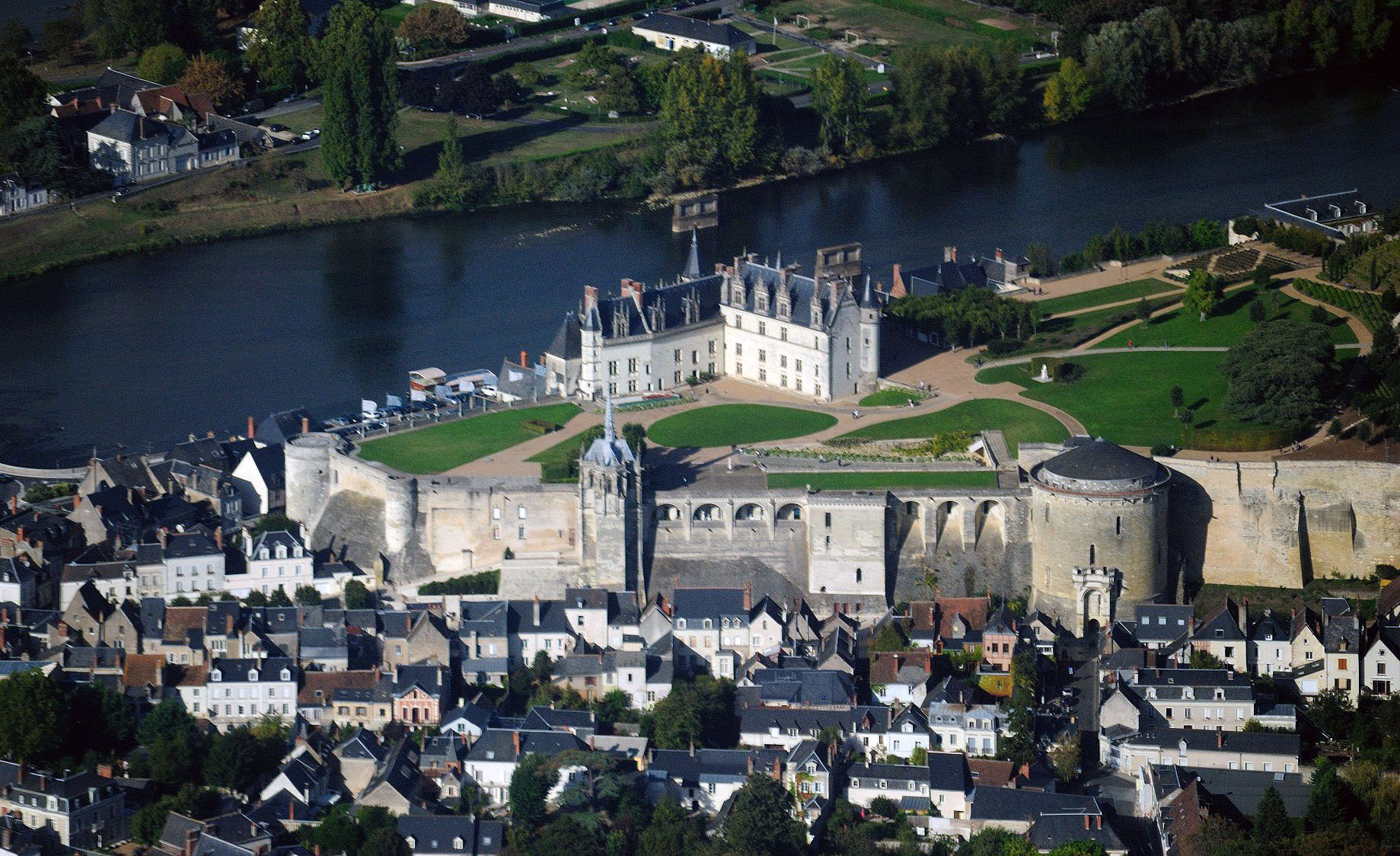
Замок з висоти пташиного польоту
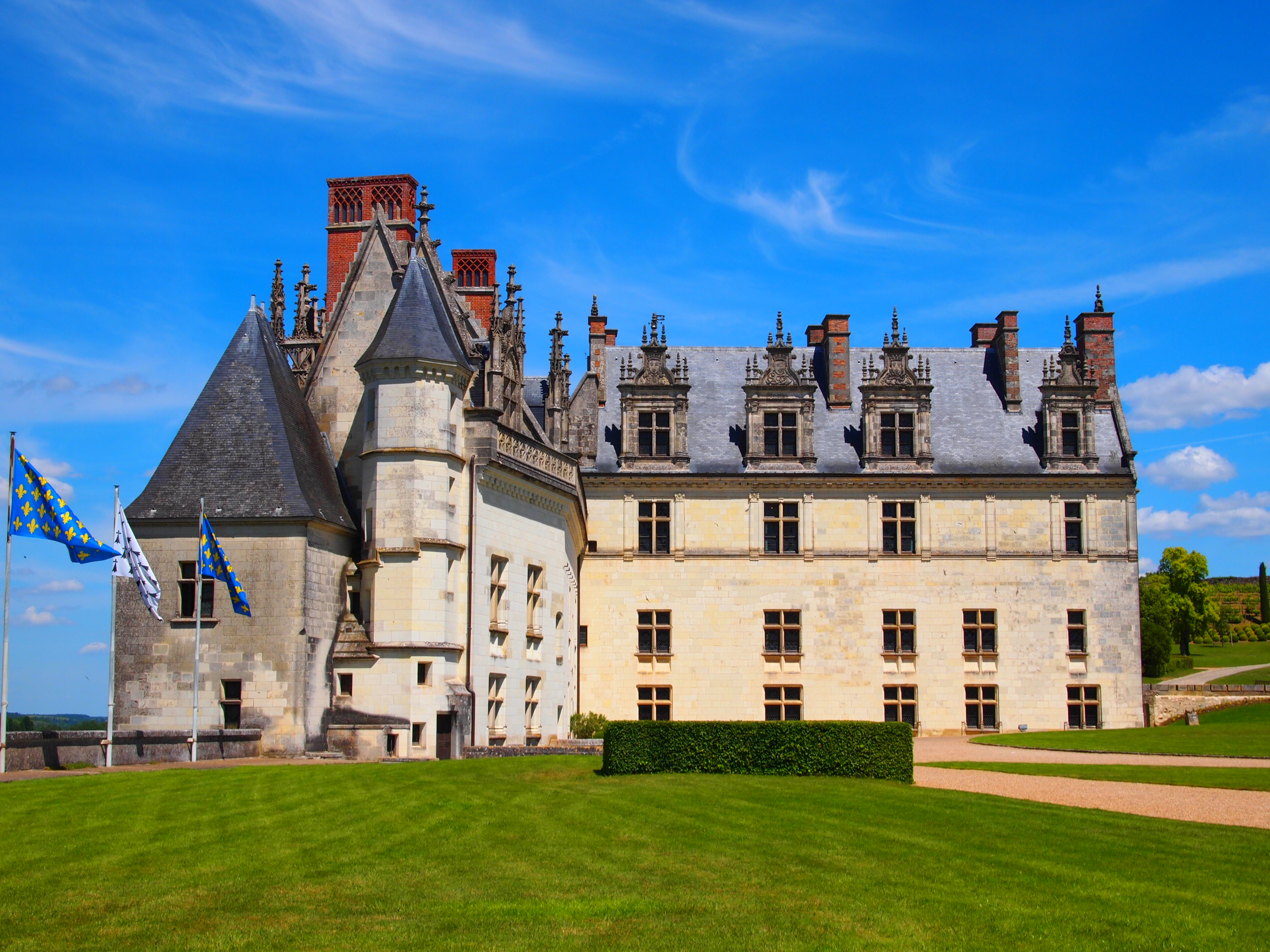
Вигляд замку з внутрішнього двору
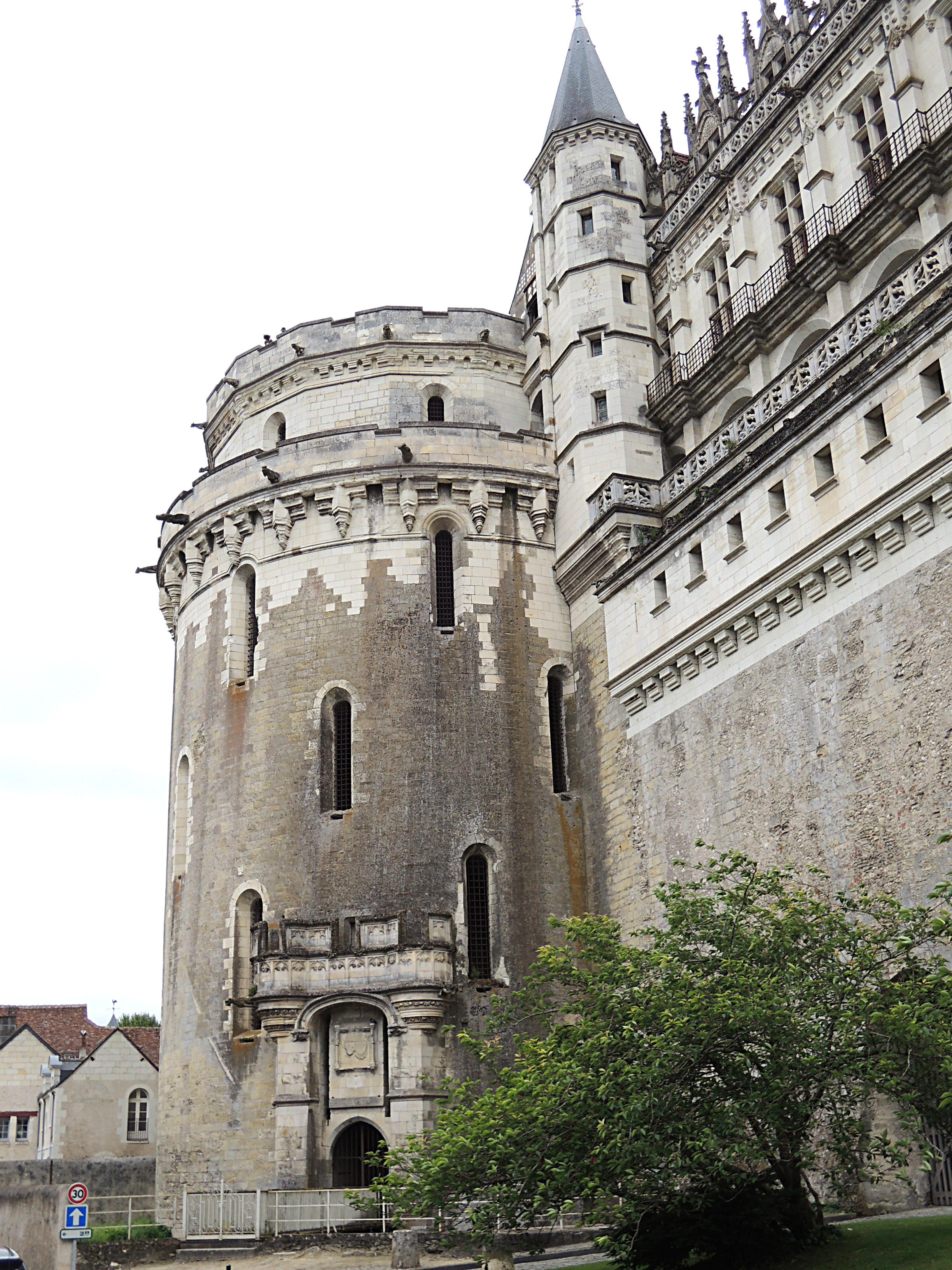
Вежа Мінім
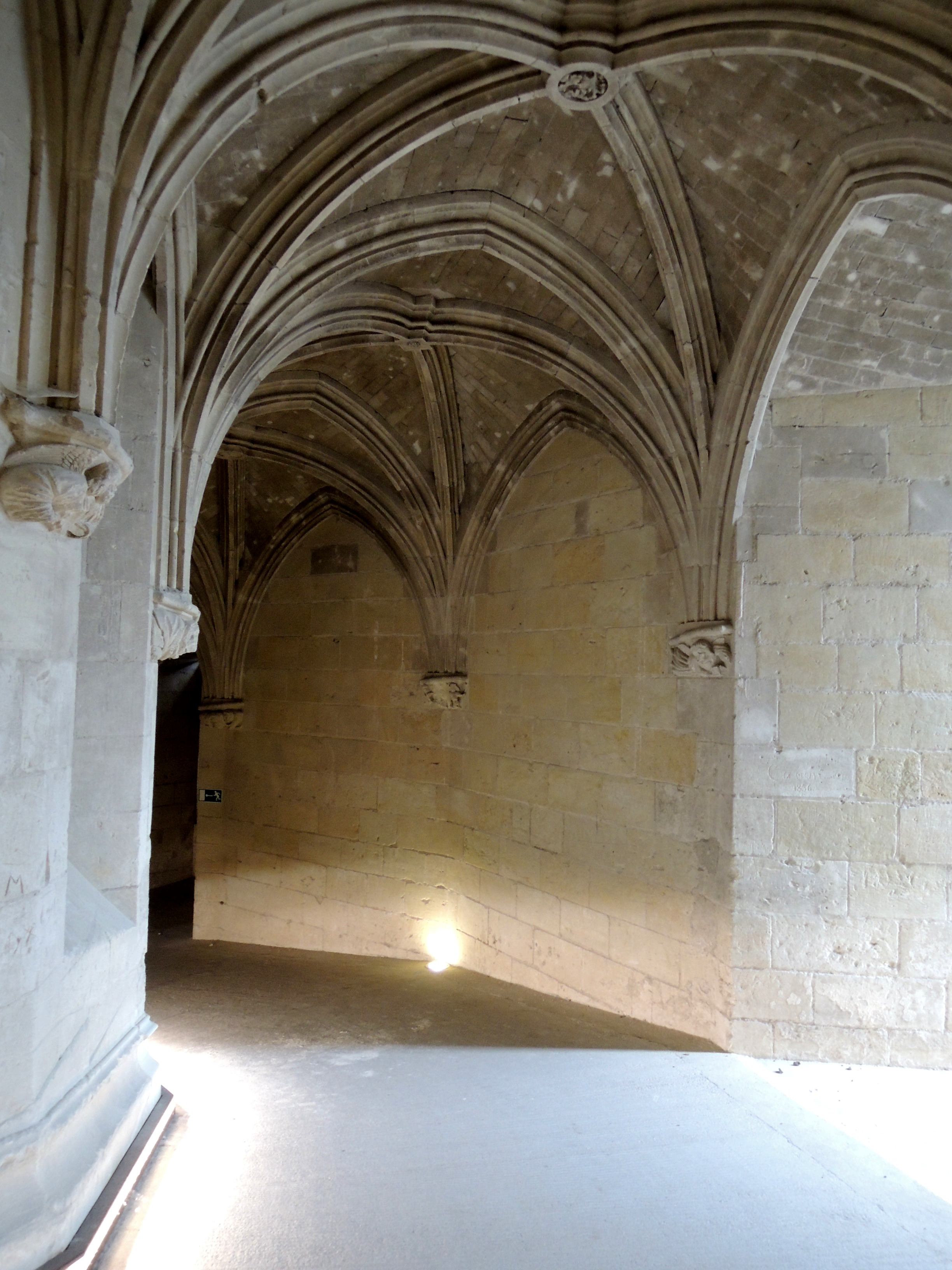
Пандус у вежі Мінім
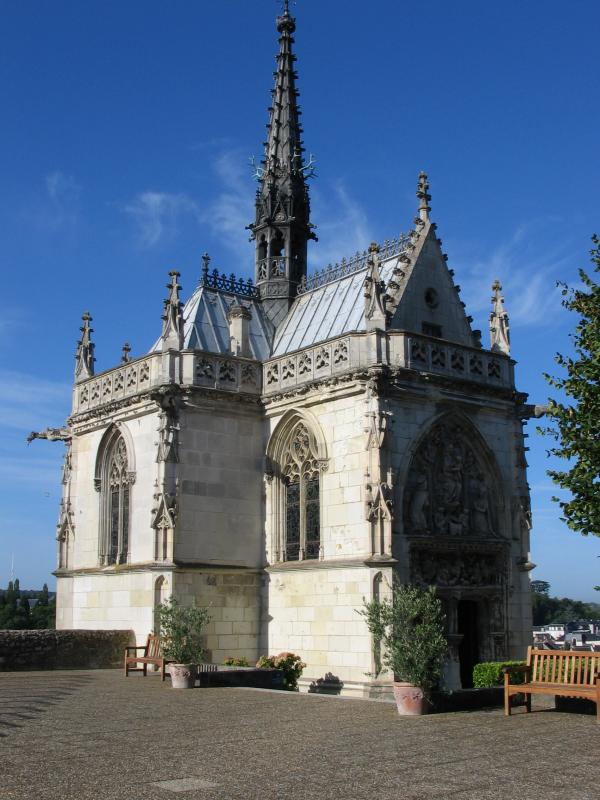
Каплиця святого Губерта
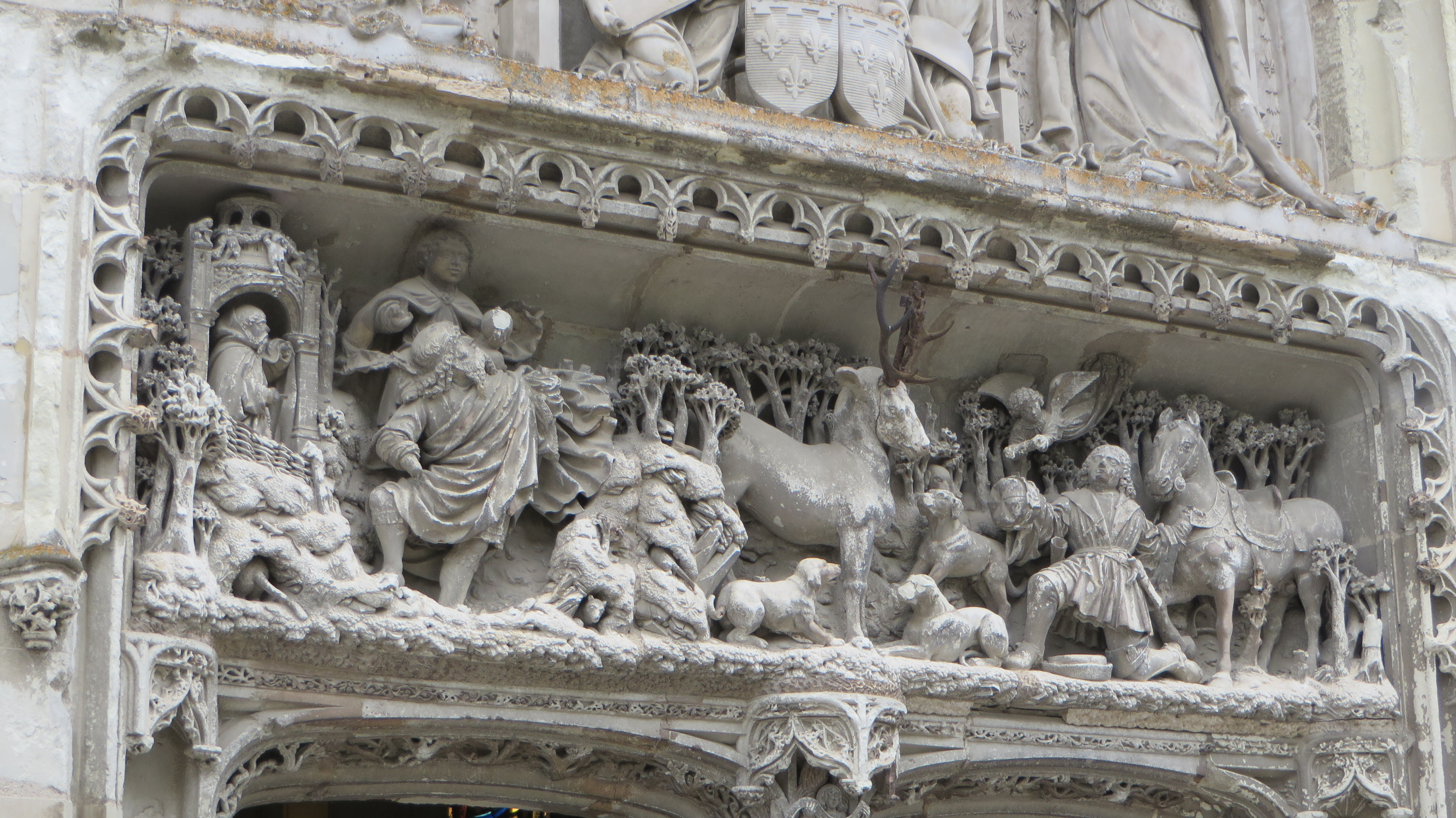
Декор каплиці
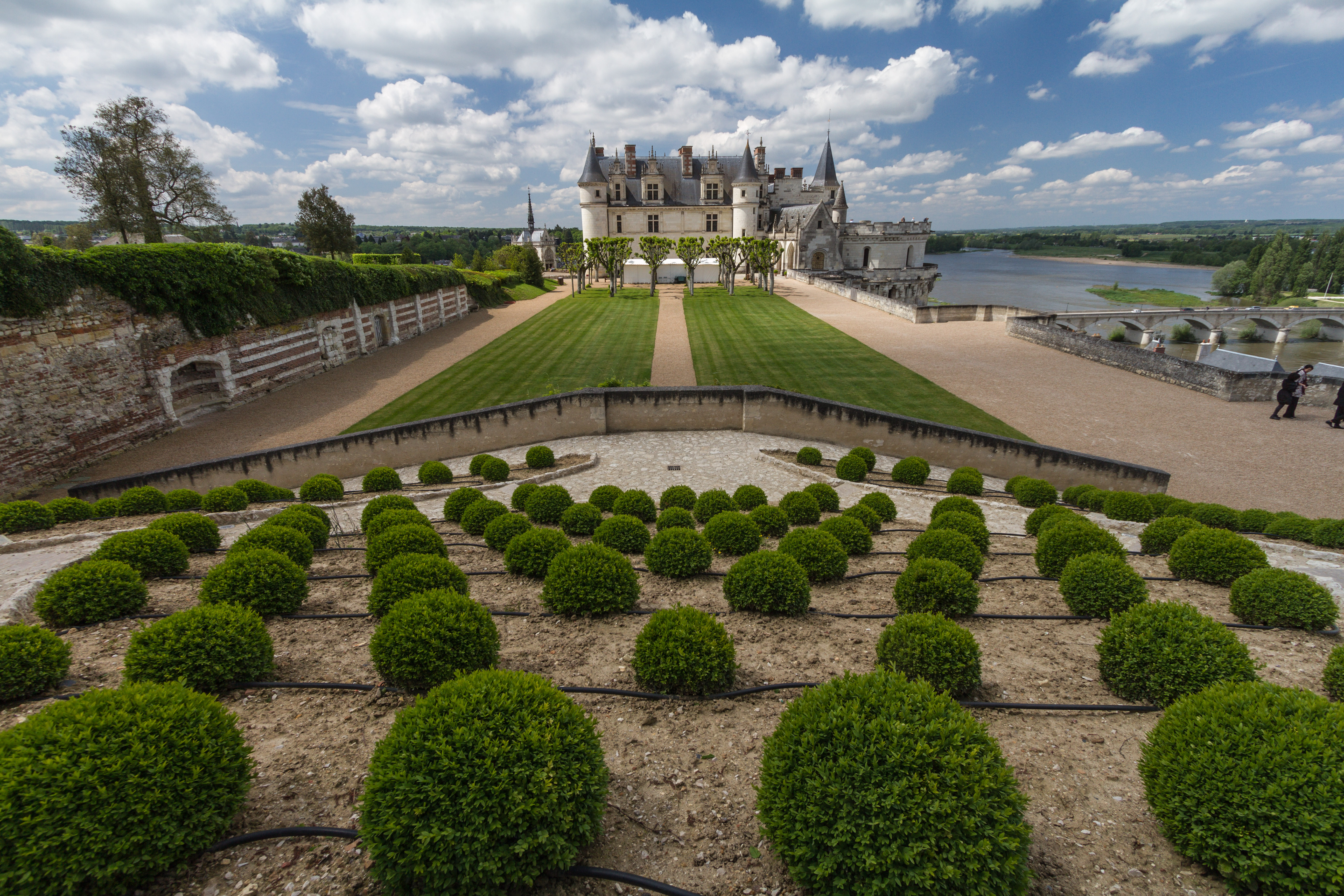
Неаполітанська тераса
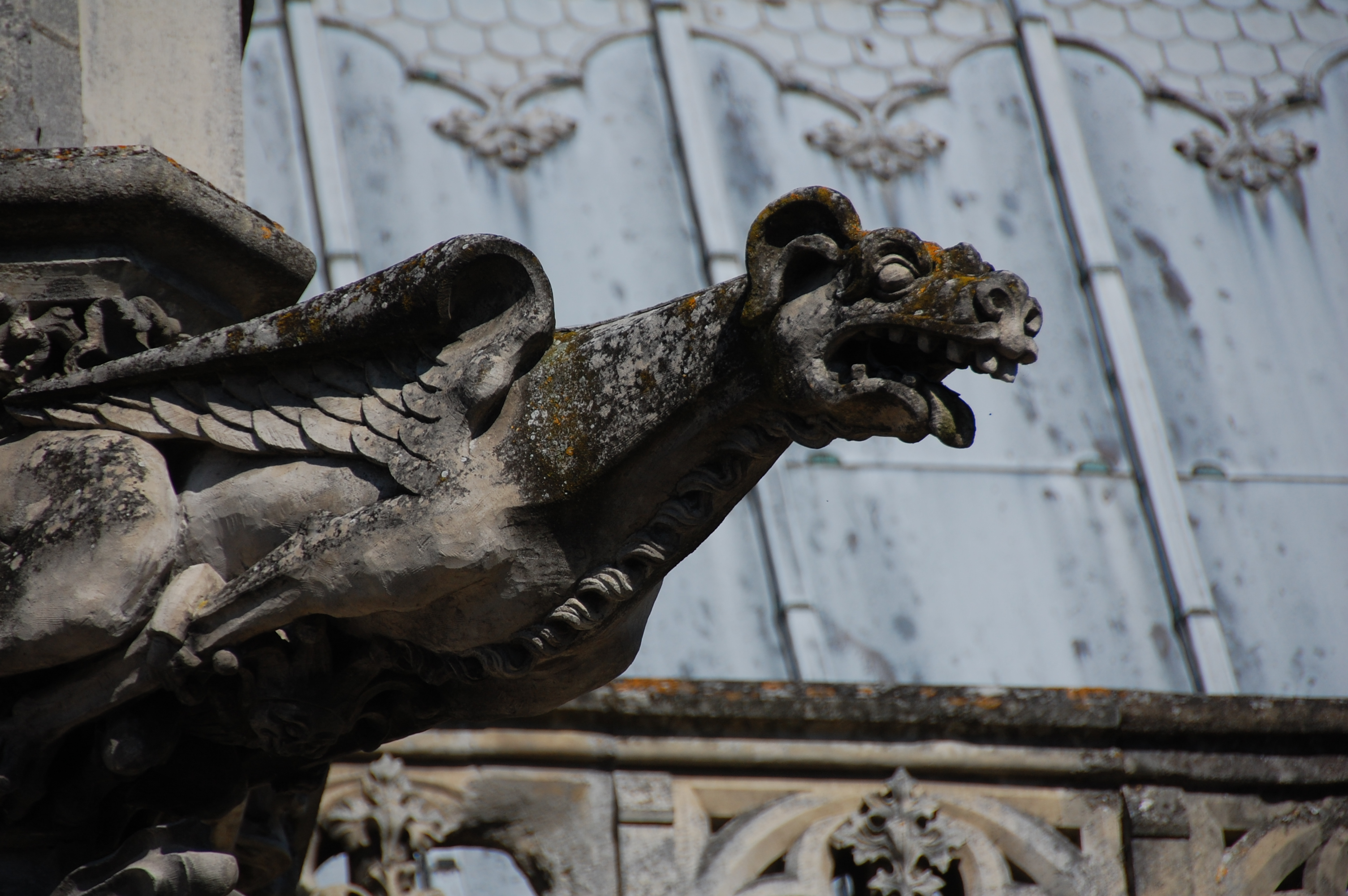
Гаргуйль замку
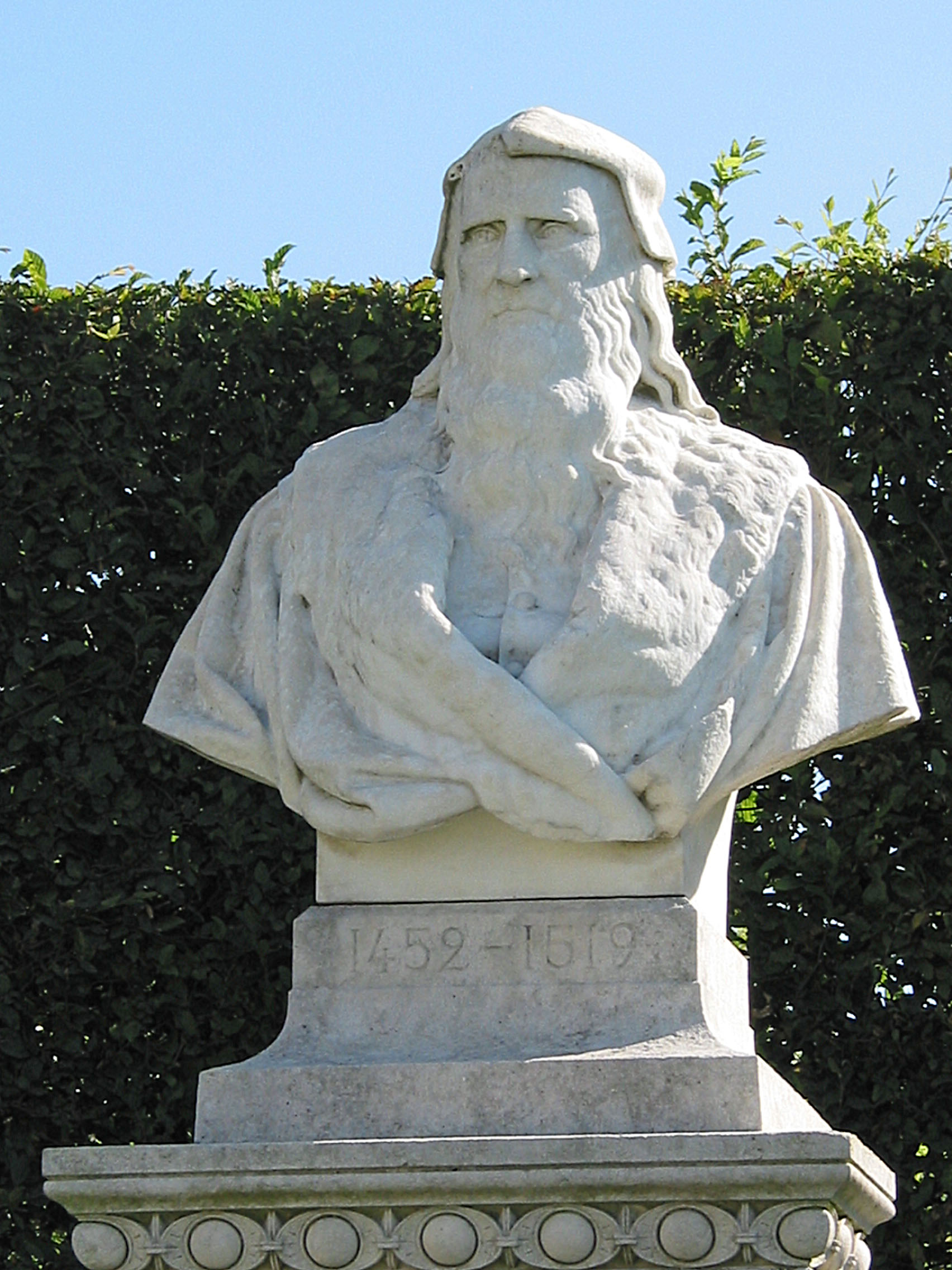
Пам'ятник Леонардо да Вінчі

## Цікаві факти
- 1 серпня 1469 року король Людовик XI заснував в Амбуазі орден святого Михайла з метою відзначити своїх найвідданіших прибічників і васалів. Цей орден став першим у Франції лицарським орденом.